# Якобсон, Георгий Георгиевич
Георгий Георгиевич Якобсон (31 декабря 1871, Санкт-Петербург — 23 ноября 1926) — русский и советский энтомолог-систематик, колеоптеролог, профессор (1921). Один из крупнейших специалистов своего времени.

## Биография
Родился в Санкт-Петербурге 31 декабря 1871 года.
Окончил 10-ю петербургскую гимназию в 1889 году. В 1893 году окончил естественное отделение физико-математического факультета Санкт-Петербургского университета.
В 1894—1895 годах состоял младшим запасным лесничим при министерстве государственных имуществ, затем перешёл в Зоологический музей Императорской академии наук в качестве младшего зоолога. Участвовал в экспедициях на Новую Землю, Южный Урал, в Голодную степь, Закаспийскую область с научными и прикладными целями.
В 1918 году поочерёдно с другими зоологами исполнял обязанности директора и председателя Совета Зоологического музея Академии Наук.
С февраля 1921 г. и по день смерти состоял профессором сельхоз. института и с 1921 года преподавателем в институте прикладной зоологии и фитопатологии.
Научные труды Георгия Георгиевича Якобсона касались преимущественно фаунистики и систематики жуков-листоедов (Chrysomelidae); он считался одним из лучших знатоков палеарктических представителей этого семейства.
Одна из двух важнейших его работ — сочинение «Прямокрылые и ложносетчатокрылые Российской империи» (1905), написанная в соавторстве с зоологом В. Л. Бианки (отцом писателя-натуралиста), частичная компиляция трудов западных учёных с авторскими добавлениями касательно России. Работа представляет собой монографическую обработку различных представителей отрядов подёнок, стрекоз, прямокрылых, палочников, тараканов, богомолов, термитов, уховерток, веснянок, эмбий, сеноедов и ручейников.
Вторая важнейшая работа учёного — монография «Жуки России, Западной Европы и сопредельных стран», написанная на основе огромной картотеки, собиравшейся Якобсоном на протяжении всей жизни.
Ученики — Д. А. Оглобин, А. Н. Рейхардт, Ф. К. Лукьянович, В. В. Баровский.
23 ноября 1926 года покончил жизнь самоубийством, приняв цианистый калий.

## Главнейшие труды
- «Beitrag zur Systematik der Geotrypini» («Труды Русского энтомологического общества», XXVI, 1892);
- «Очерк Tunicata Белого моря» («Тр. Спб. Общ. Ест.», XXIII, 1892);
- «Chrysomelidae palaearcticae novae» («Труды Русского энтомологического общества», XXVIII, 1894; XXIX, 1895; «Ежег. Зоол. Муз.», II, 1897; III, 1898; IV, 1899);
- «Über den äusseren Bau flügelloser Käfer» («Ежег. Зоол. Муз.», IV, 1899);
- «Symbola ad cognitionem faunae Rossiae asiaticae» («Finsk. Vet.-Soc. F ö rh»., XLIII, 1901);
- «Зоологические исследования на Новой Земле» («Записки Императорской Академии Наук», 1898);
- «Прямокрылые и ложносетчатокрылые Российской Империи и сопредельных стран» (совместно с В. Л. Бианки, СПб., 1900—1904);
- «О термитах России» («Тр. бюро по энтом.», IV, 1904).

## Таксоны, названные в честь Якобсона
- Псевдафенопс Якобсона — вид жуков из семейства жужелицы.
- Филлоргериус Якобсона (лат. Phyllorgerius jacobsoni) — вид равнокрылых насекомых из семейства носатки.